# SunTrust Plaza

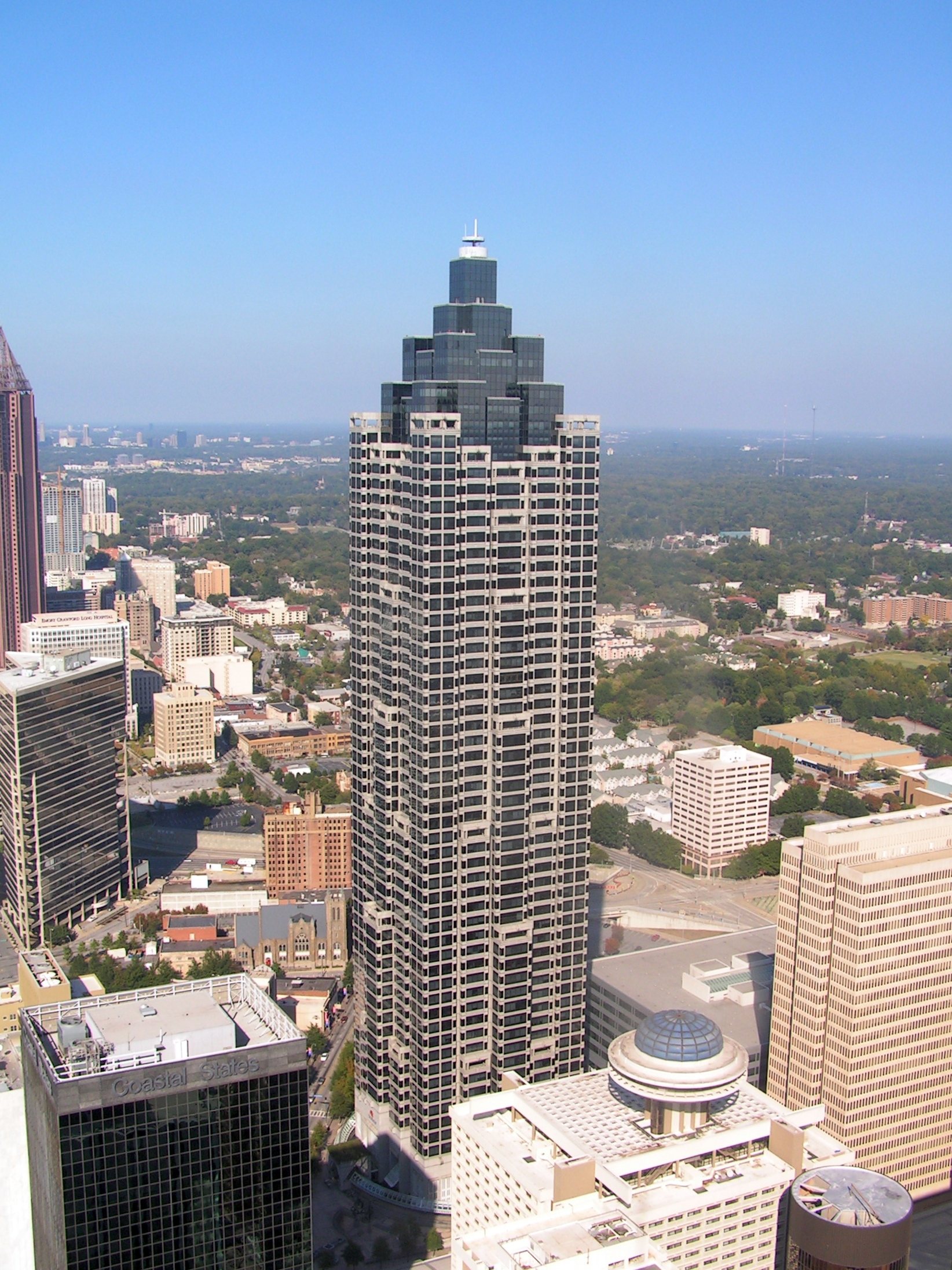
O SunTrust Plaza em outubro de 2007.

O SunTrust Plaza é um dos arranha-céus mais altos do mundo, com 265 metros (871 ft). Edificado na cidade de Atlanta, Estados Unidos, foi concluído em 1992 com 60 andares. Serve como sede do SunTrust Banks.